# 設樂麻美
設樂麻美（1984年2月29日—）是日本的女性聲優，靜岡縣出身。2012年6月開始加入Production Ace。代代木動畫學院畢業。

## 概要
靜岡縣靜岡市清水區出身。2010年2月為止是Mausu Promotion的成員。興趣、特技是讀書與花式滑冰。

## 演出作品
※粗體字為主要角色。

### 電視動畫
2006年
- 我的裘可妹妹（雪）
- 火影忍者（昭夫〈少年期〉、少年）

2007年
- 京四郎與永遠的空（同學、三華的愛人、同學）
- 瀨戶的花嫁（男孩子）
- 農大菌物語（小孩）
- 羅密歐×茱麗葉（妹、女孩子、佩特魯提歐的妹妹）

2008年
- 我家3姊妹（蓮）
- 隱王（幼兒）
- 純情羅曼史（女子學生）
- CLANNAD 〜AFTER STORY〜（妹）
- 夜櫻四重奏（町人）

2009年
- 地下城與勇士（弟、弟A）

2010年
- 寶石寵物 Twinkle☆（亞歷克）
- 戰鬥陀螺 鋼鐵奇兵 爆（女孩子A）

2012年
- 蝦掰天文社 公立海老栖川高中天悶社（母A）
- 中二病也要談戀愛！（富樫夢葉[5]）

2013年
- 學生會的一存 Lv.2（女性店員3）
- 問題兒童都來自異世界？（男孩子）

2014年
- 鄰座同學是怪咖（仲間由宇）
- 中二病也要談戀愛！戀（富樫夢葉[6]、學生）
- 我們大家的河合莊（千夏的朋友C）

2015年
- 俺物語！！（廣播、女子A）
- 空戰魔導士培訓生的教官（實行委員）
- 新我們這一家（宮嶋老師的妻子）
- 對魔導學園35試驗小隊（金絲雀）
- PEANUTS 史努比 -短動畫（瑪西）

2016年
- 魔裝學園H×H（少女）

2018年
- 蠟筆小新（主播、女高中生A、汽車導航的聲音）

2019年
- 忍者亂太郎（城下町的女性、屋主）

### 劇場版動畫
2013年
- 小鳥遊六花・改 〜劇場版 中二病也要談戀愛！〜（富樫夢葉[7]）

### OVA
2012年
- 中二病也要談戀愛！Lite（富樫夢葉）

2013年
- 學生會的一存Lv.2 第EX話「交給學生會」（女子生徒）

### 網路動畫
2015年
- 動畫心療系（女A、女性職員、陪酒女性、輕佻女、旁白）

### 遊戲
2007年
- （長嶺逸美）
- 仙境故事 -Library of Fortune-

2008年
- 妙廚老媽2 糟糕！！媽媽好忙！！（凱特、馬可）
- SIMPLE DS 系列Vol.44 THE 美少女麻將（都院照子）
- PRISM ARK -AWAKE-

2009年
- 劍與魔法與學園。2（克拉茲·女）

2011年
- 神曲奏界 ～After School～

2012年
- 魔法少女小圓 攜帶坂（佐倉桃〈佐倉杏子的妹妹〉）
- 最終幻想XIV（遊戲中歌曲《塞蓮的引誘》演唱）

2015年
- 魔法氣泡（戈爾貢、莎樂美[8]）

### 外語配音
- 澳大利亞
- 鐵證懸案5#17
- 末日孤艦（貝亞特莉絲）
- CSI犯罪現場：紐約4#6
- 地球百子（佛克斯）
- 刺殺據點（安娜）
- 鬼鈴聲
- 霹靂啦啦隊（少女A）

## 外部連結
- 事務所官方簡歷（日語）